# Senkeisen
Senkeisen sind Werkzeuge zur Bearbeitung von Rohlingen in der Schmiedeindustrie. Dabei handelt es sich – speziell in der Kupferschmiede – um einen Amboss, der mit Rillen versehen ist. Er dient unter anderem der Verzierung von dünnen Kupferblechen.